# 亨利·休格和其他三人的神奇故事
亨利·休格和其他三人的神奇故事(The Wonderful Story of Henry Sugar and Three More)是一部2024年美國奇幻多段式電影選集，由魏斯·安德森擔任編劇、導演、製作。改編自英國小說家羅爾德·達爾原著的4則短篇故事。這是魏斯安德森自2009年的超級狐狸先生之後，第二度改編自羅爾德達爾小說的改編電影。本電影選集由班奈狄克·康柏拜區、雷夫·范恩斯、戴夫·帕特尔、本·金斯利、理查德·艾欧阿德以及魯伯特·弗蘭德等人共同合作不同故事片段的角色。
本本電影選集收錄2023年魏斯安德森拍攝的短片選集，包含亨利·休格的神奇故事, 天鵝之翼(The Swan)，殺鼠之鼠(The Rat Catcher) 以及心腹之毒(Poison)，並於2024年3月15日發行。本電影選集的名稱以羅爾德達爾的原著小說「亨利·休格和其他六人的精彩故事」(The Wonderful Story of Henry Sugar & Six More)為名發行，中文名稱則改為「亨利·休格和其他三人的神奇故事」。

## 故事大綱
本電影選集由4部短片電影組成，各自改編一則羅爾德達爾的小說，不同故事之間由相同的演員扮演不同角色。

### 亨利·休格的神奇故事
故事一開始由作家羅爾德達爾(雷夫范恩斯飾演)自述他正在寫一本書，主角是一位叫做亨利·休格(Henry Sugar)的人。
亨利休格(Henry Sugar，班奈狄克·康柏拜區飾演)是一名英國的有錢單身漢，他的財富來自於家族財產，因此他無須工作並經常賭博。某日，他發現一本書，上面寫著一名叫做伊姆達汗(Imhad Khan，本·金斯利飾演)的醫學報告，伊姆達汗自稱即使遮住眼睛也可以看見東西。那本書的作者為ZZ查特吉醫生(Doctor Z.Z. Chatterjee，戴夫·帕特尔飾演)。查特吉醫生與馬歇爾醫生(Dr. Matthews 理查德·艾欧阿德飾演) 在醫師休息室休息時，伊姆達汗進來說明自己是一名馬戲團演員，專門表演把眼睛遮住也能表演看見東西，經過查特吉醫生與馬歇爾醫生測試後發現他真的能遮住眼睛也能看見。查特吉醫生與馬歇爾醫生依照伊姆達汗的要求將他的眼睛使用繃帶緊緊綁住，伊姆達汗依然能夠輕鬆自在地走出醫院，並且騎腳踏車離開。稍晚，查特吉醫生前往馬戲團參觀伊姆達汗的表演後，前往後臺訪問伊姆達汗究竟是怎麼做到的。伊姆達汗說了他的人生故事，在伊姆達汗小時候加入馬戲團之後，耳聞有一位瑜珈大師可以在禱告的時候飄浮在空中。他決心去找那位瑜珈大師學習，瑜珈大師雖然沒有收伊姆達汗為徒弟，但是他教了伊姆達汗他的心法。回去馬戲團後，伊姆達汗每天晚上開始練習，經過20年後，伊姆達汗發現他雖然沒有漂浮，但是他閉上眼睛可以看到東西，因此他將這個技術轉化為表演。隔天查特吉醫生再度前往馬戲團時，伊姆達汗已經過世了。因此查特吉醫生將這段經歷寫下來。
看完書的亨利休格開始依照書中的冥想法開始練習，他發現他的進步速度比伊姆達汗還快，經過三年後，亨利休格已經可以看穿撲克牌的牌面。亨利休格去了一間賭場賭21點，一個晚上就拿到3萬元。隔天早上亨利休格醒來後發現這麼順利賺取錢不太滿意，便開始撒錢。過不久，警察來到亨利休格的住處，斥責他任意發錢而不是將錢拿去做善事。經過警察的教訓後，亨利休格決定隱姓埋名，請了一名化妝師(康柏拜區飾演)將他以偽裝的方式遊歷世界各地的賭場，並將賺來的錢匯給他的會計師(帕特尔 飾演)，這些錢用來蓋孤兒院以及醫院。20多年後，亨利休格過世，他的會計師以及化妝師決定請羅爾德達爾將這亨利修格的故事寫下來，並且隱瞞他的真實身分。

### 天鵝之翼
彼得華森(Peter Watson，魯伯特·弗蘭德飾演) 的獨白中，描述13歲他自己遇上的學校的惡霸爾尼(Ernie)，爾尼手上拿著獵槍，正與他的夥伴雷蒙(Raymond)到處打鳥。在爾尼的威脅下，彼得先是被綁在鐵軌上，火車經過後。爾尼繼續拉著彼得到處走，發現湖上有一個天鵝巢，爾尼開槍將天鵝打死，並命令彼得過去將天鵝的屍體運過來。爾尼將天鵝的翅膀拆下來並且綁在彼得身上，並命令彼得爬上湖邊的一棵柳樹，叫他學天鵝飛。彼得在樹上拒絕跳下來，爾尼開始開槍，最終彼得用力一跳，像是奇蹟般地飛到了家中的庭院，彼得的媽媽發現了彼得並且拯救了他。

### 殺鼠之鼠
一名捕鼠人(范恩斯飾演)前往一處加油站滅鼠。加油站的服務員克勞德(Claud，弗蘭德飾演)以及記者(艾欧阿德 飾演) 帶他去對面的乾草堆，希望他可以將裡面的老鼠都抓完。捕鼠人向克勞德以及記者解釋他的滅鼠方式是：前面三天會放可以吃的燕麥，第四天再放有毒的燕麥，最終再收拾老鼠屍體。經過幾天後，捕鼠人要了麻布袋要來裝老鼠屍體，卻發現一隻死老鼠都沒有，捕鼠人聲稱這是因為乾草堆裡面有更好吃的東西，所以老鼠都不吃他的毒燕麥。
出於補償心態，捕鼠人向克勞德以及記者出示了一隻活老鼠跟一隻雪貂，示範雪貂怎麼吃老鼠。後來捕鼠人又拿出另外一隻老鼠，用繩子綁在加油機上，並且聲稱他可以不用動手就殺死老鼠。克勞德拿出一先令打賭他做不到。過不久捕鼠人竟張嘴咬死了老鼠，吐出了鮮血之後，捕鼠人聲稱食品公司都是用老鼠血製作甘草，所以這不算什麼。捕鼠人拿走了一先令並且離開，克勞德與記者還是搞不清楚為什麼乾草堆的老鼠都不吃毒燕麥。

### 心腹之毒
故事設定在英國統治期間的印度，伍茲(Timber Woods，帕特尔飾演)回到住處發現他的室友哈利波普(Harry Pope，康柏拜區飾演)躺在床上一動也不動，小聲的呼喚他。哈利聲稱有一隻有毒的金環蛇躺在他的肚子上睡覺，但是因為被棉被蓋住所以看不出來。伍茲打電話找了甘德拜醫生(Dr. Ganderbai，金斯利飾演)，一位印度當地的醫生。甘德拜醫生到達哈利的房間後，先替哈利打上金環蛇的血清，之後請伍茲到他家拿氯仿，準備昏迷毒蛇。經過一連串長時間的等待後，哈利顯得越來越不愉快，而伍茲與甘德拜醫生小心的揭開哈利的棉被後，卻發現什麼都沒有。
甘德拜醫生對哈利詢問是否是弄錯了，惱羞的哈利跳起來對甘德拜醫生大吼大叫，並且罵了種族歧視的話。甘德拜醫生默默地離開房間，準備開車回家，伍茲追上去向甘德拜醫生道歉。醫生則是發動引擎，準備離開。

## 演員與角色
- 班奈狄克·康柏拜區 飾演 亨利休格(Henry Sugar)；亨利休格的化妝師麥克斯英格曼(Max Engelman)；哈利波普(Harry Pope)。
- 雷夫·范恩斯 飾演 羅爾德·達爾；警察；捕鼠人。
- 戴夫·帕特尔 飾演 查特吉醫生(Dr. Chatterjee)；亨利休格的會計師約翰溫斯頓(John Winston) 以及伍茲(Timber Woods)。
- 本·金斯利 飾演 伊姆達汗(Imdad Khan), 亨利休格賭21點的發牌者,以及甘德拜醫生(Dr. Ganderbai)。
- 理查德·艾欧阿德 飾演 馬歇爾醫生(Dr. Marshall)，瑜珈大師以及記者。
- 魯伯特·弗蘭德 飾演 彼得華森(Peter Watson)以及克勞德(Claud)
- David Gant 飾演 賭場荷官之一
- Asa Jennings 飾演 13歲的彼得華森。
- 賈維斯·卡克 客串賭場的門口接待員以及亨利休格的朋友。

## 製作
2021年9月，Netflix以6.86億美元收購了羅爾德達爾小說公司(Roald Dahl Story Company)，取得改編羅爾德達爾小說的版權。 2022年1月7日，報導已確認將製作「亨利·休格的神奇故事」，並且由魏斯安德森參與導演與編劇，由Netflix發行。 報導宣布由班奈狄克·康柏拜區、雷夫·范恩斯、戴夫·帕特尔以及本·金斯利參與演出。 之後劇組宣布加入理查德·艾欧阿德以及魯伯特·弗蘭德。
2022年1月起在英國肯特郡英國梅斯通工作室(The Maidstone Studios)進行主體拍攝的工作。

## 外部連結
- 互联网电影数据库（IMDb）上《亨利·休格和其他三人的神奇故事》的资料（英文）